# 熊秉明
熊秉明（1922年—2002年12月14日），男，祖籍云南弥勒，生于江苏南京，法籍華人，哲學家、詩人、雕塑家。。

## 生平
1922年生於在中国南京，祖籍云南弥勒县。1939年考入国立西南联合大学经济系，次年转入哲学系。1944年毕业于国立西南联合大学。毕业时全班男生全部应征入伍，熊秉明被调配至滇南战场，任美军少尉翻译官。1947年考取公费留法，进入巴黎大学攻读博士学位。1949年改行在巴黎国立美术学校学习雕塑艺术。1952年与瑞士女子陶乐蒂结婚并于次年生下长子有瑞。1960年在瑞士苏黎世大学教授汉语及中国哲学。1962年在巴黎大学东方语言文化学院担任中文系教授及系主任。
1983年获法国教育部棕榈骑士勋章，并举办“巴黎华裔艺术家展览”。次年被法国教育部任命为教授。1998年5月参加北京大学百年校庆典礼，1999年与第二任妻子陸丙安结婚。旅居法國50年，2001年被南京大学授予荣誉教授称号。2002年3月為南京大學製作大型雕塑「孺子牛」，陳設於南大校園，作為南京大學百年校慶紀念標記。
在歐洲期間，熊秉明曾是歐洲華文作家協會會員。
2002年12月14日因腦溢血在法国巴黎突然去世，享年80歲。 

## 家庭
父亲熊慶來为數學家。

## 轶事
作为童年好友兼邻居的杨振宁向中国美术馆捐赠熊秉明的三件雕塑作品，分别是《笔架》《骆驼》和《马》。